# فرودگاه شاچه
فرودگاه شاچه (به لاتین: Shache Airport) یک پروازگاه و پروازگاه ترافیک تجاری در چین است که در سین‌کیانگ واقع شده‌است.